# Geologische Orgeln

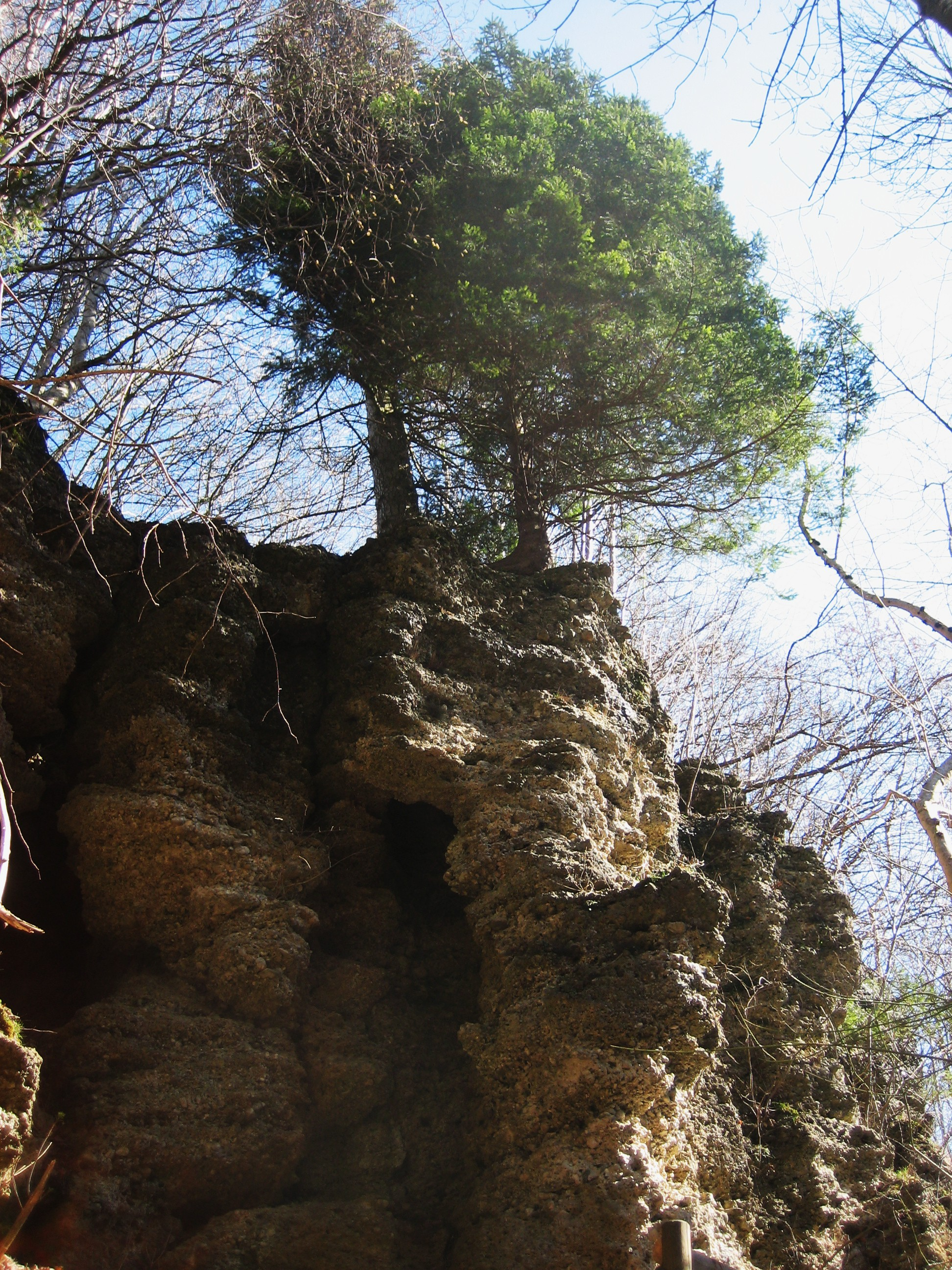
Geologische Orgel beim Weiler Bossarts

Geologische Orgeln sind vertikale, röhrenartige Hohlräume, die durch das Auswittern von weichem, feinkörnigem Material entstanden sind.
Es gibt sie überall im Bereich der alpinen eiszeitlichen Schotterfelder. Beispiele dafür liegen etwa zwischen Wolfertschwenden und Ottobeuren beim Weiler Bossarts im Landkreis Unterallgäu, bei Oberschroffen, Gemeinde Unterneukirchen im Landkreis Altötting in Bayern oder in Helpfau-Uttendorf in Oberösterreich.

## Beschreibung
Entstanden sind die geologischen Orgeln während der Günz-Kaltzeit vor rund 600.000 Jahren oder späterer Eiszeiten, z. B. der  Mindel-Kaltzeit. Kohlensaures Regenwasser hat an einigen Stellen den Kalkstein aufgelöst und so die trichterförmigen, teils bis zu 15 Meter hohen Röhren gebildet. Der Name Orgel für dieses Naturdenkmal leitet sich dabei von den Röhren ab, die sich wie Orgelpfeifen aneinanderreihen. Die geologischen Orgeln in Bossarts und Oberschroffen sind als Geotope beim Bayerischen Landesamt für Umwelt registriert; diejenigen in Oberschroffen und Klettergarten Baierbrunn zählen zu den 100 schönsten Geotopen Bayerns.

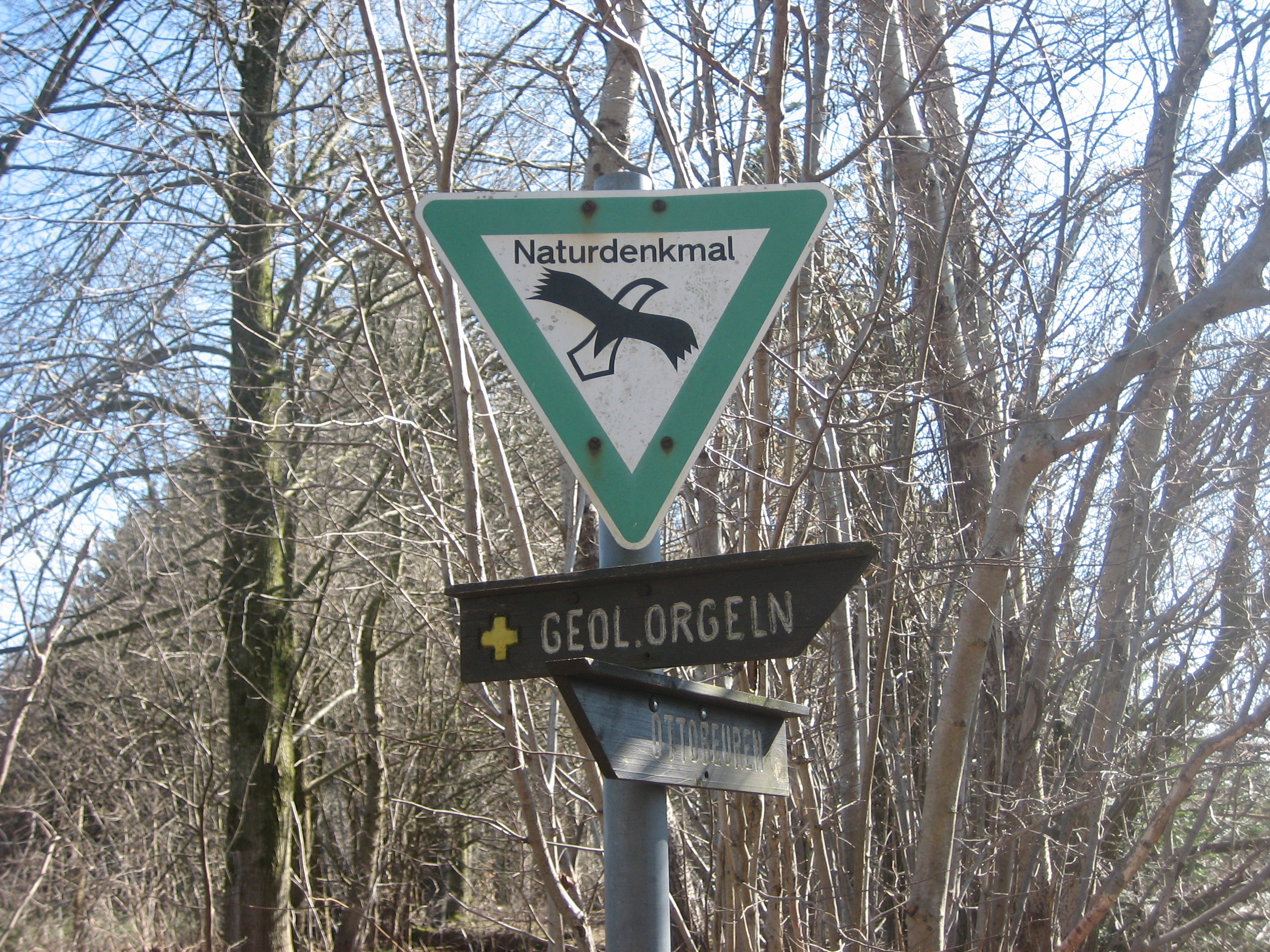
Auszeichnung als Naturdenkmal
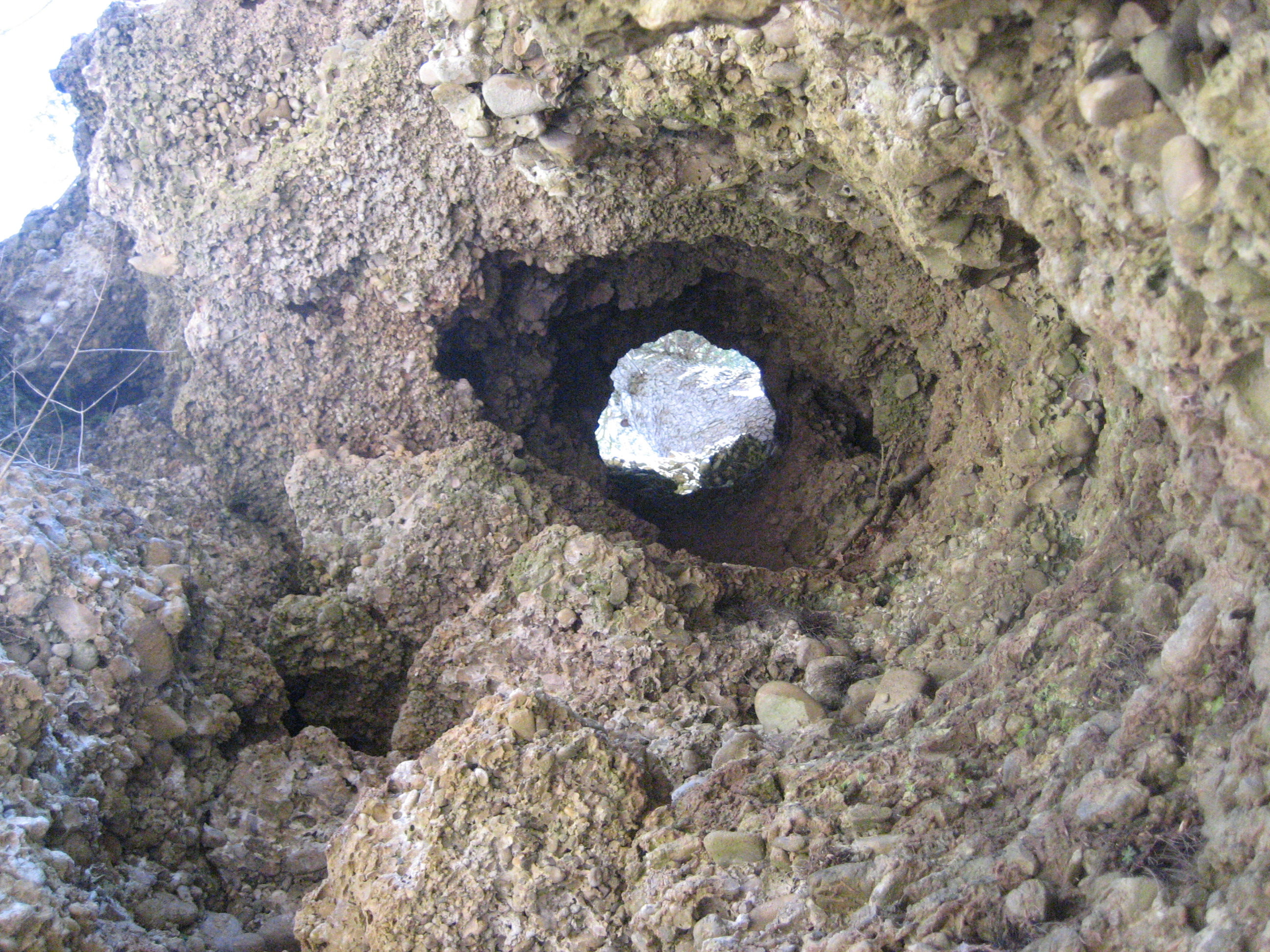
Blick von unten in eine der Röhren
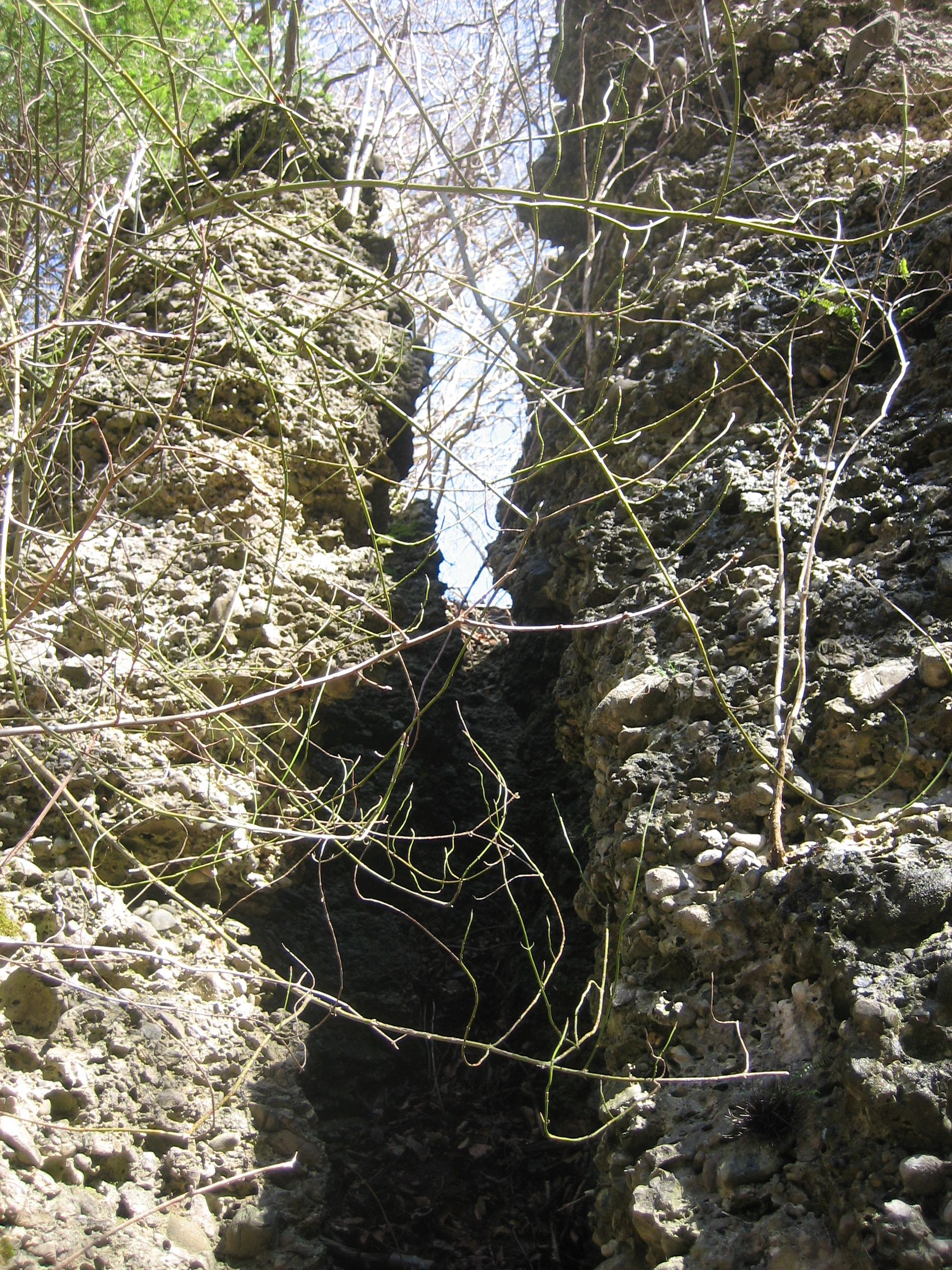
Ausgewaschene Rinne